# Glaucium cuneatum
Glaucium cuneatum là một loài thực vật có hoa trong họ Anh túc. Loài này được Cullen mô tả khoa học đầu tiên năm 1968.